# Aleksander Jagiellończyk

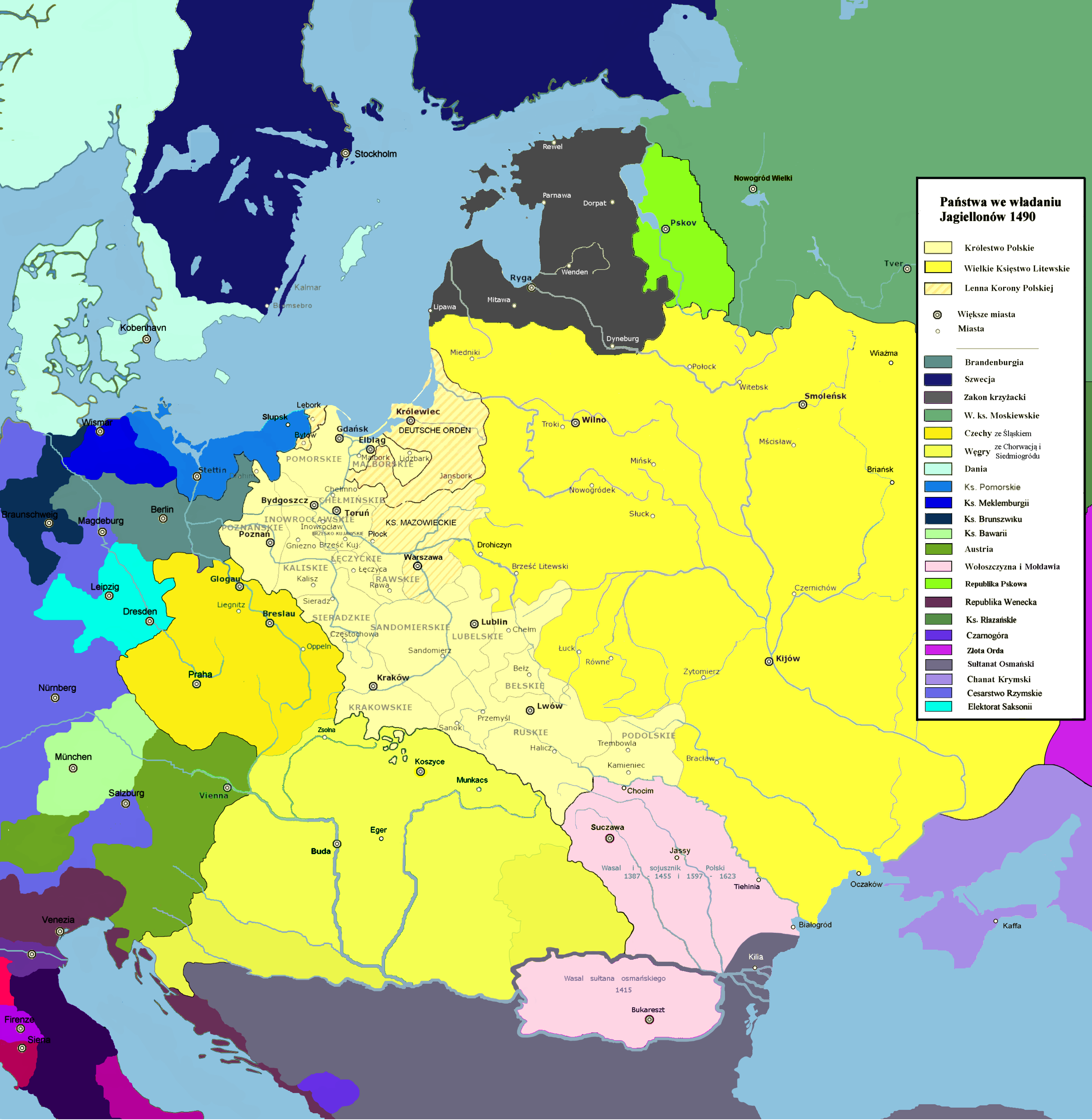
Państwa we władaniu dynastii Jagiellonów pod koniec XV wieku

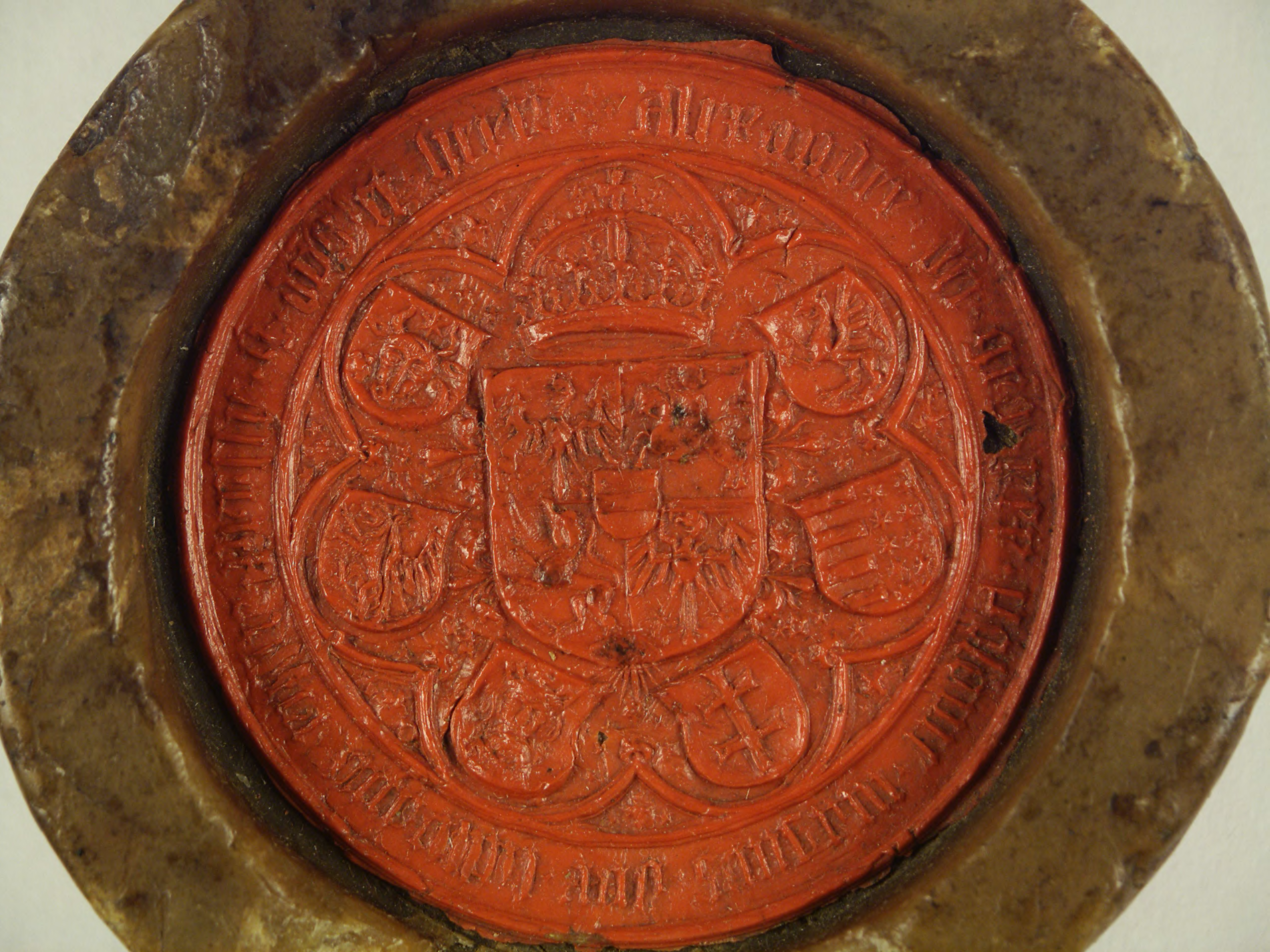
Pieczęć Aleksandra Jagiellończyka z 1505 roku

Aleksander Jagiellończyk (ur. 5 sierpnia 1461 w Krakowie, zm. 19 sierpnia 1506 w Wilnie) – syn Kazimierza IV Jagiellończyka i Elżbiety Rakuszanki, od 1492 roku wielki książę litewski, od 1501 roku król Polski.

## Wielki książę Litwy
Aleksander Jagiellończyk, czwarty syn Kazimierza Jagiellończyka i Elżbiety Habsburżanki, brat króla Jana Olbrachta, po śmierci Kazimierza Jagiellończyka od 20 lipca 1492 r. władał Wielkim Księstwem Litewskim, co równoznaczne było z zerwaniem unii personalnej pomiędzy Litwą i Koroną.
Znał język litewski, był zarazem ostatnim wielkim księciem litewskim posiadającym tę umiejętność. Książę dbał o rozwój stołecznego Wilna, jak i o sprawy ważne dla państwa. Korzystał z pomocy litewskich doradców oraz zapewnił Wielkiemu Księstwu Litewskiemu samodzielność w prowadzeniu polityki zagranicznej. Nigdy nie doszło do konfliktu między nim a jego starszym bratem na tronie polskim. W latach 1492–1494 stoczył wojnę z Wielkim Księstwem Moskiewskim, zakończoną stratą Wiaźmy i utratą kontroli nad częścią Księstw Wierchowskich. Starając się o ułożenie pokojowych stosunków Litwy z Moskwą, 18 lutego 1495 ożenił się z Heleną, córką wielkiego księcia moskiewskiego Iwana III Srogiego i Zofii Paleolog. Jednakże w 1500 r. wojska ruskie zajęły część Zadnieprza i zagroziły Smoleńskowi, rozpoczynając nową wojnę litewsko-moskiewską. 3 marca 1501 zawarł w Wilnie sojusz przeciwko Wielkiemu Księstwu Moskiewskiemu z mistrzem krajowym Inflant zakonu krzyżackiego Wolterem von Plettenbergiem. Po śmierci Jana Olbrachta, został 3 października 1501 wybrany na jego następcę przez sejm walny obradujący w Piotrkowie. Zawiadomiony przez delegację Sejmu z biskupem Boryszewskim na czele, pilnie podążył z Litwy do Krakowa po koronę polską, licząc na polskie wsparcie w wojnie z Moskwą.

## Król Polski
12 grudnia 1501 w katedrze na Wawelu koronowany został na króla Polski przez najmłodszego syna Kazimierza Jagiellończyka i swojego brata arcybiskupa gnieźnieńskiego i prymasa Polski kardynała Fryderyka Jagiellończyka w obecności m.in. matki Elżbiety Rakuszanki. Żona Aleksandra nie została koronowana na królową Polski, czemu sprzeciwiali się biskupi, gdyż wyznawała wiarę prawosławną. Koronę uzyskał dopiero po podpisaniu dwóch aktów ustrojowych, przygotowanych przez możnowładców polskich: o zrzeczeniu się swych praw dziedzicznych do Litwy i zacieśnieniu unii polsko-litewskiej (unia mielnicka, 1501) oraz przyznaniu władzy w kraju senatowi na mocy przywileju mielnickiego, co rychło nastąpiło. Było to równoznaczne z poddaniem króla kontroli magnatów.
Sobiepańskiej władzy magnaterii przeciwdziałała jednakże szlachta, uchwalając na Sejmie w Radomiu w 1504 r.[wymaga weryfikacji?] ustawy, zabraniające łączenia wysokich urzędów w jednym ręku i ograniczające rozdawnictwo dóbr królewskich. Sejm ten ustalił też organizację i kompetencje najwyższych urzędów państwowych. Lekkomyślne dysponowanie zasobami skarbu doprowadziło do jego opustoszenia, co uniemożliwiało odpieranie najazdów tatarskich i wołoskich.
28 marca 1503 podpisano sześcioletni rozejm, kończący wojnę moskiewską. Na jego mocy 1/3 terytorium Wielkiego Księstwa Litewskiego znalazła się pod okupacją moskiewską. W 1504 roku król odwiedził Gdańsk, potwierdził jego przywileje i rozwiązał problemy handlowe.

## Nihil novi
W 1505 r. kolejny sejm w Radomiu uchwalił konstytucję Nihil novi, uzupełnioną przez monarchę zapisem: „Gdybyśmy cokolwiek przeciw wolnościom, przywilejom, swobodom i prawom Królestwa uczynili, uznajemy to ipso facto (łac. tym samym) za nieważne i żadne.”, według której król nie mógł nic nowego w tych sprawach postanowić bez zgody izby poselskiej i senatu. Na tymże sejmie zatwierdzono również tzw. „Statut Łaskiego” spisany przez kanclerza wielkiego koronnego Jana Łaskiego, stanowiący zbiór przywilejów szlacheckich i kościelnych oraz praw miejskich, obowiązujących w Królestwie.

## Życie prywatne
Mimo że jego ślub z Heleną Moskiewską nie spełnił założonych celów politycznych, samo małżeństwo Aleksandra Jagiellończyka (jedyny oficjalny związek polskiego władcy z córką księcia moskiewskiego) uważa się za udane. Źle układały się natomiast zarówno stosunki Heleny z teściową (królową wdową Elżbietą Rakuszanką), jak i z polskimi elitami możnowładczymi oraz kościelnymi. Powodem była niechęć królowej do zmiany wyznania (do końca życia pozostała przy prawosławiu).

## Fundacje artystyczne

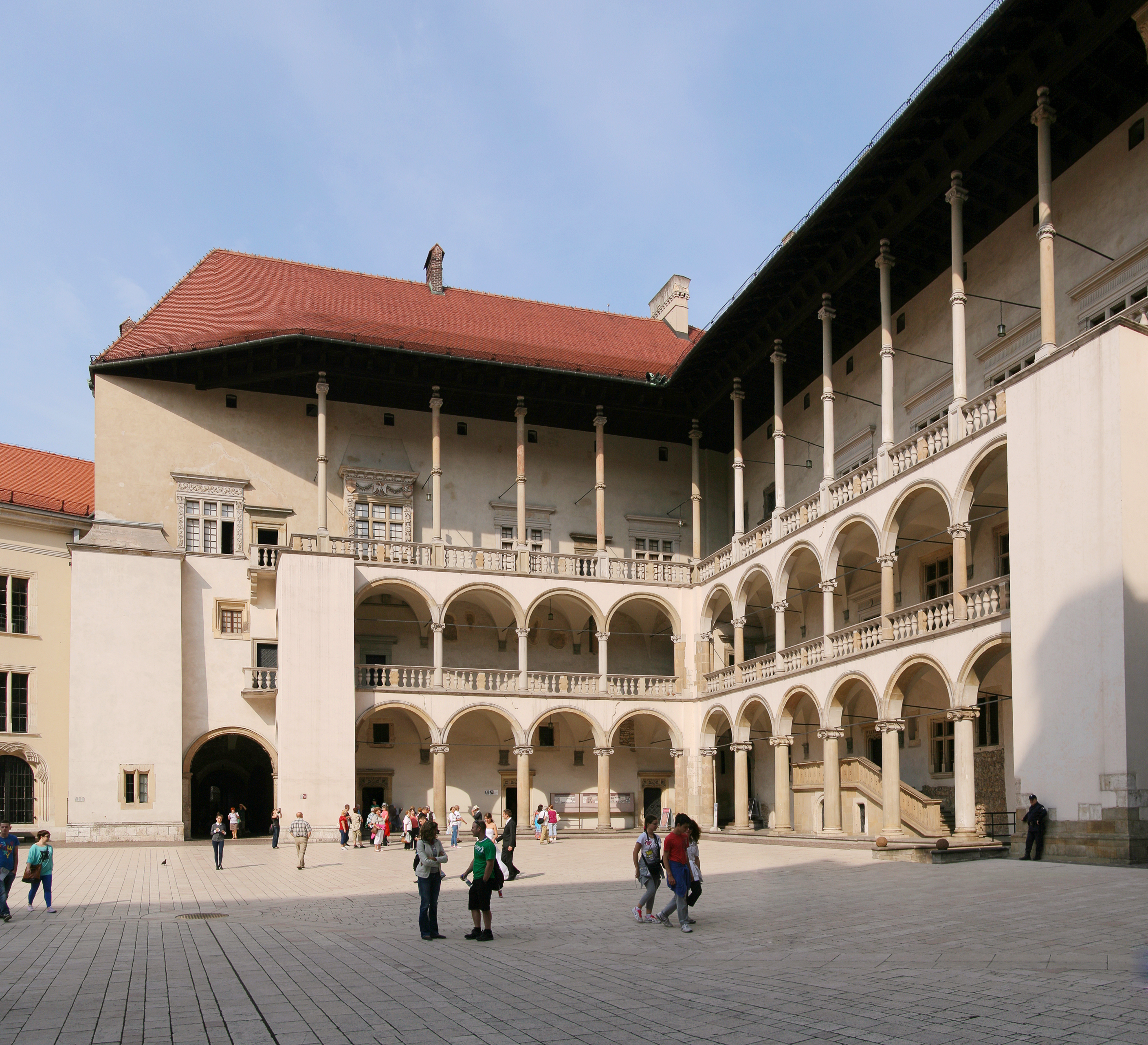
Część Zamku na Wawelu wybudowana przez Aleksandra

Podczas panowania króla Aleksandra w 1504 roku rozpoczęto budowę renesansowego pałacu na zamku na Wawelu. Podczas życia króla wybudowano skrzydło północno-zachodnie. Budowę tę kontynuował jego młodszy brat Zygmunt I Stary. W Wielkim Księstwie Litewskim, w którym panował od 1492 r., był fundatorem dzieł późnogotyckich, przede wszystkim kompleksu klasztornego wileńskich bernardynów i kościoła św. Anny, a prawdopodobnie też obronnych cerkwi w Małomożejkowie i Synkowiczach.

## Galeria

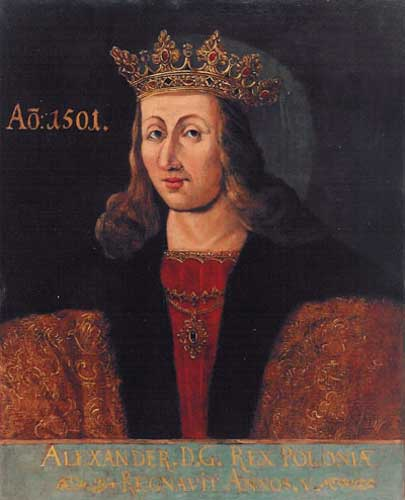
Portret Aleksandra Jagiellończyka z około 1645 r.
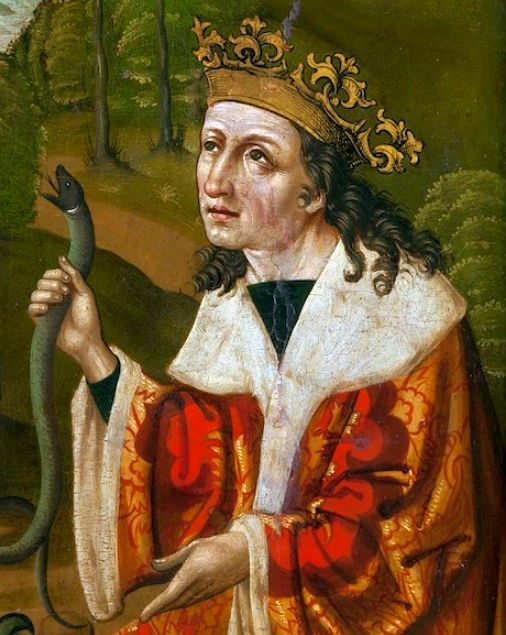
Jako król Saracenów, prawdopodobnie najdokładniejszy portret króla, autorstwa Jana Goraja, ok. 1504
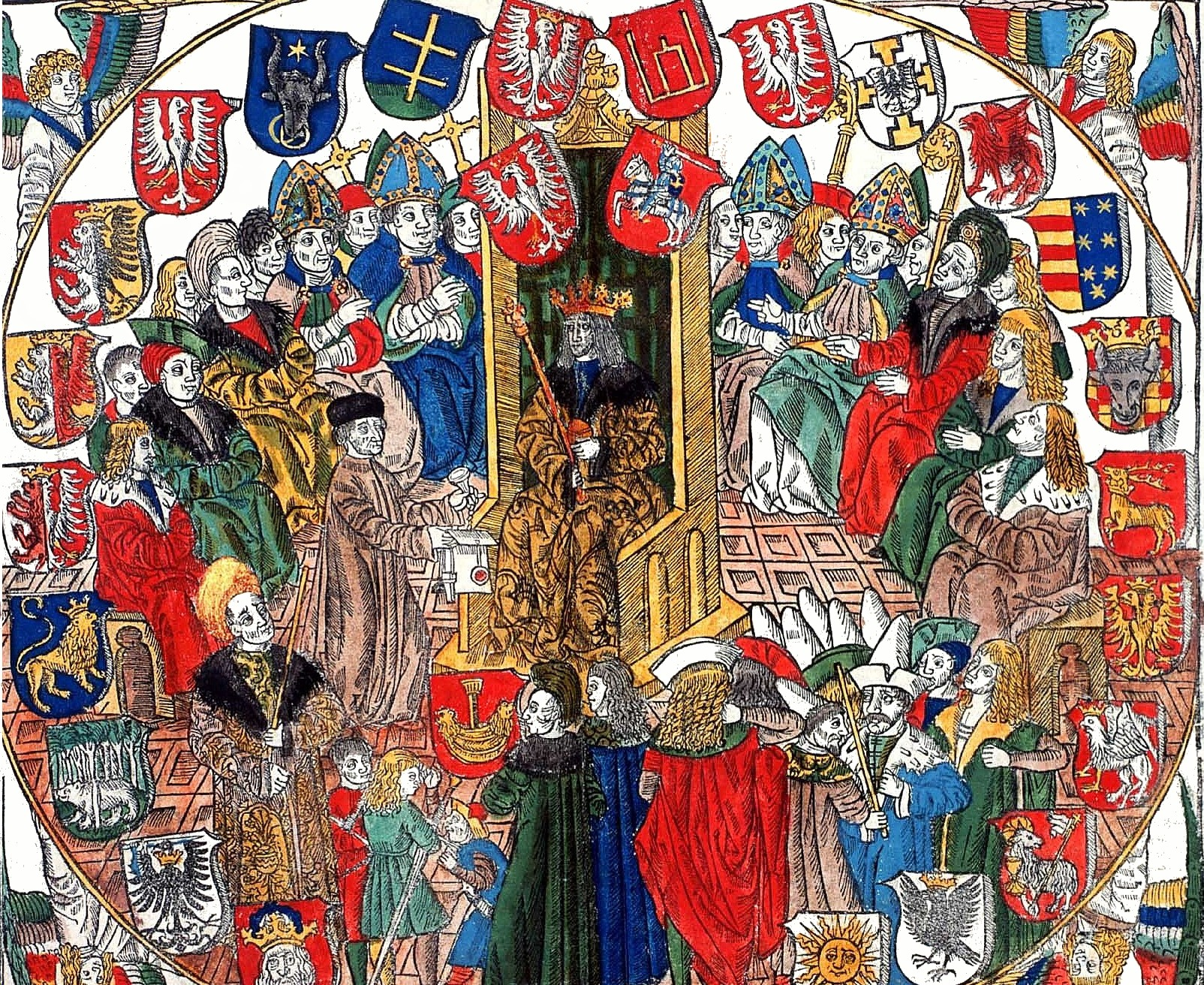
Król Aleksander w senacie
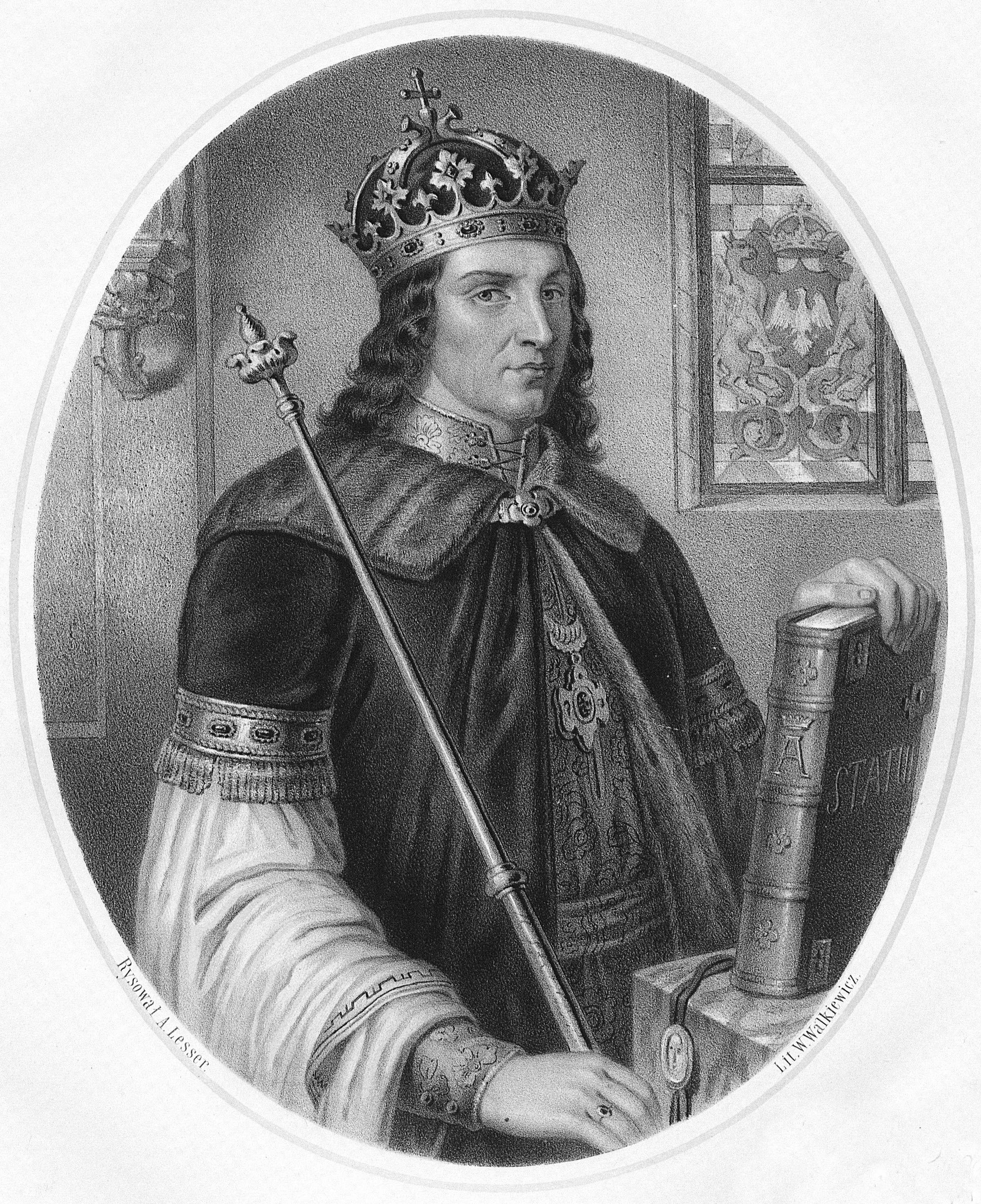
Aleksander Jagiellończyk według Aleksandra Lessera
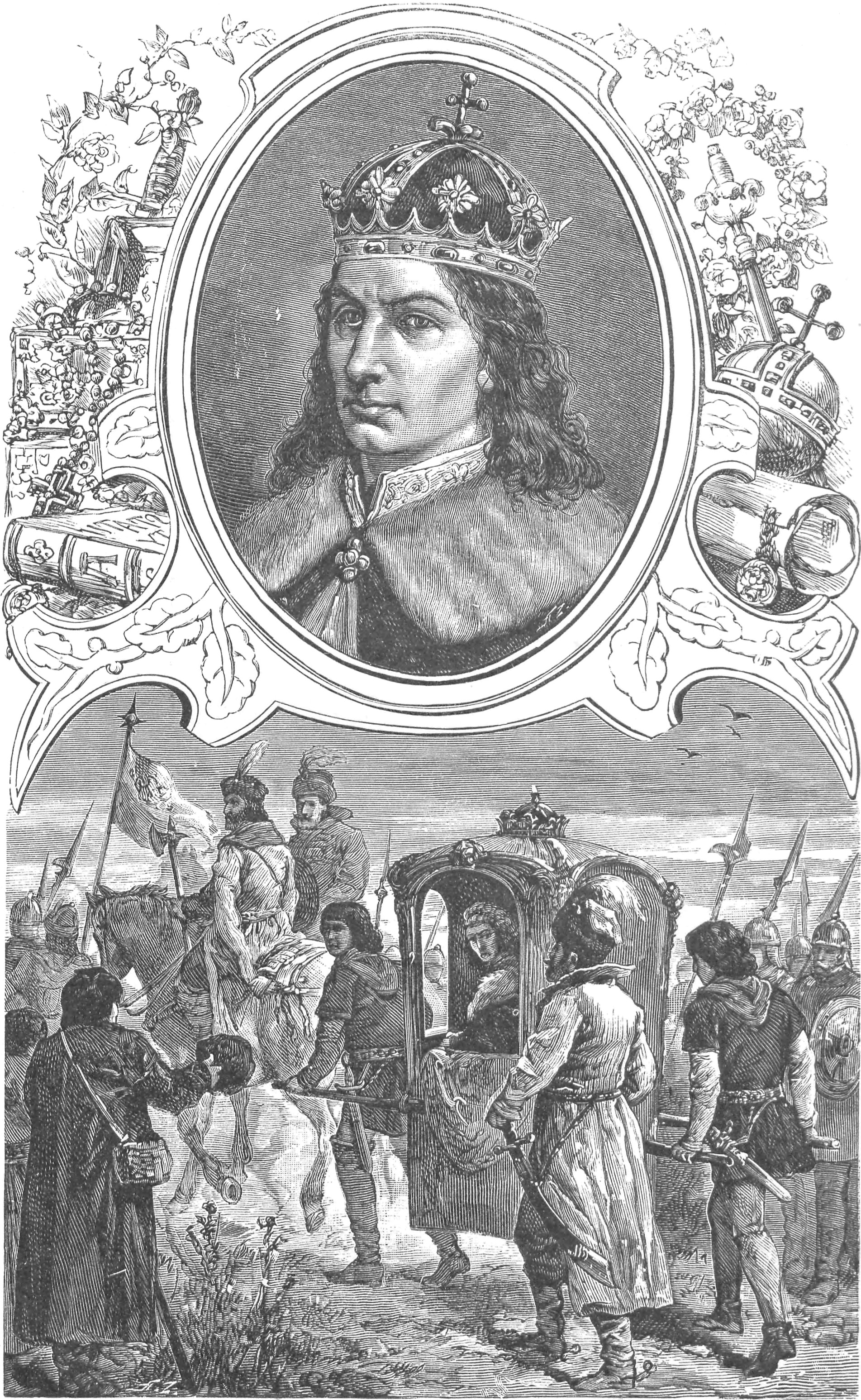
Aleksander w Wizerunkach książąt i królów polskich Ksawerego Pillatiego
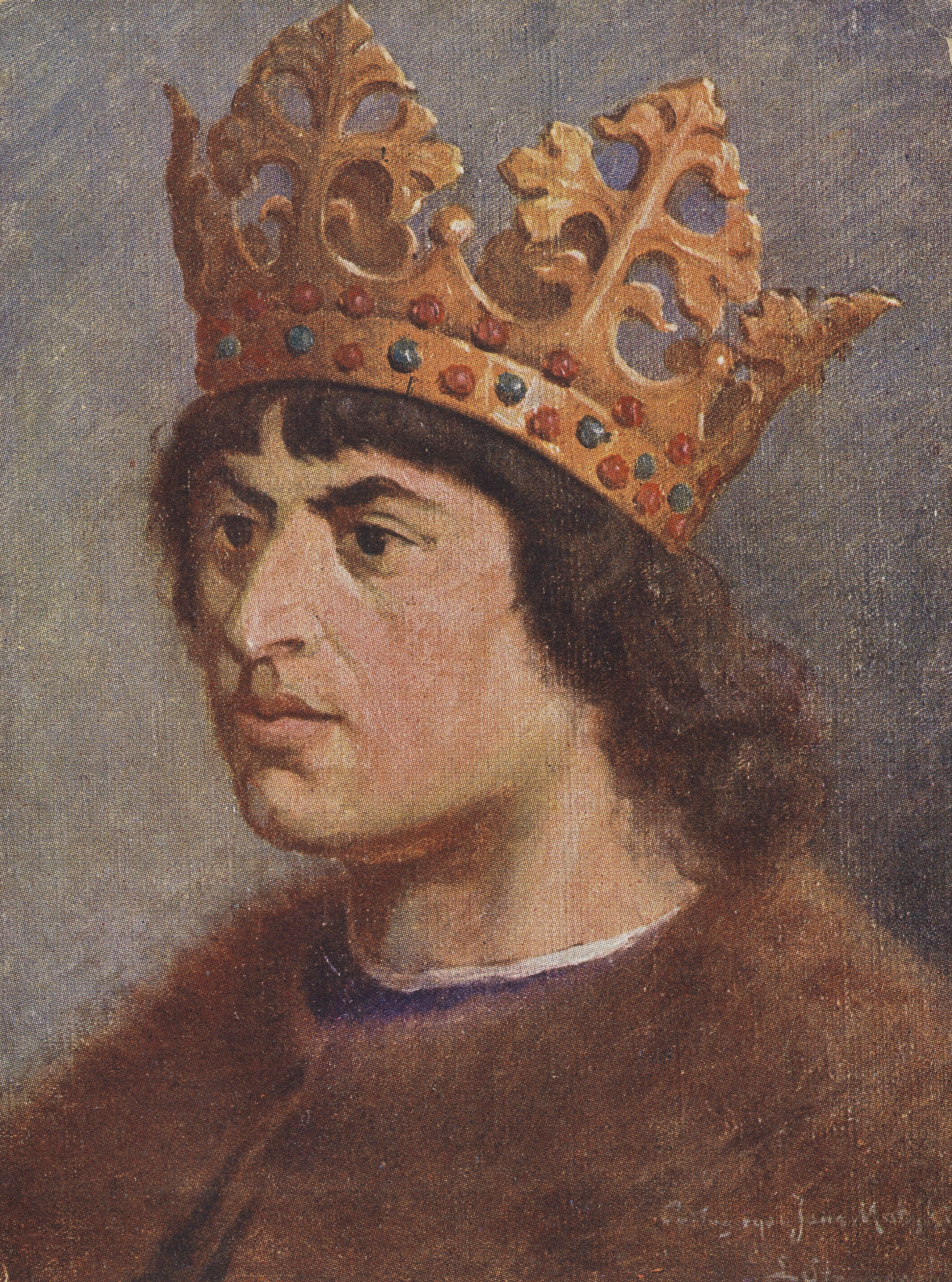
Aleksander według Jana Matejki
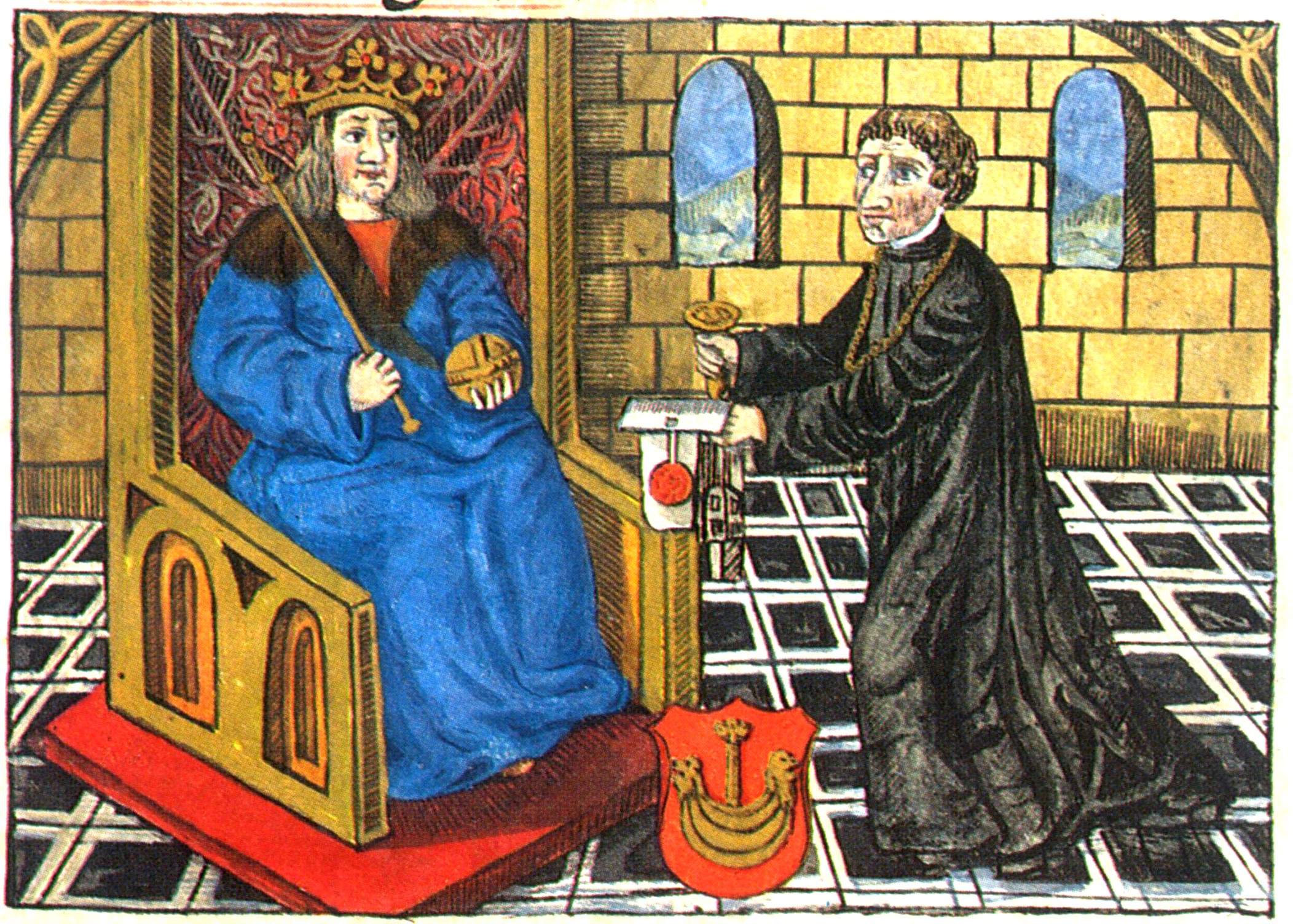
Aleksander i kanclerz
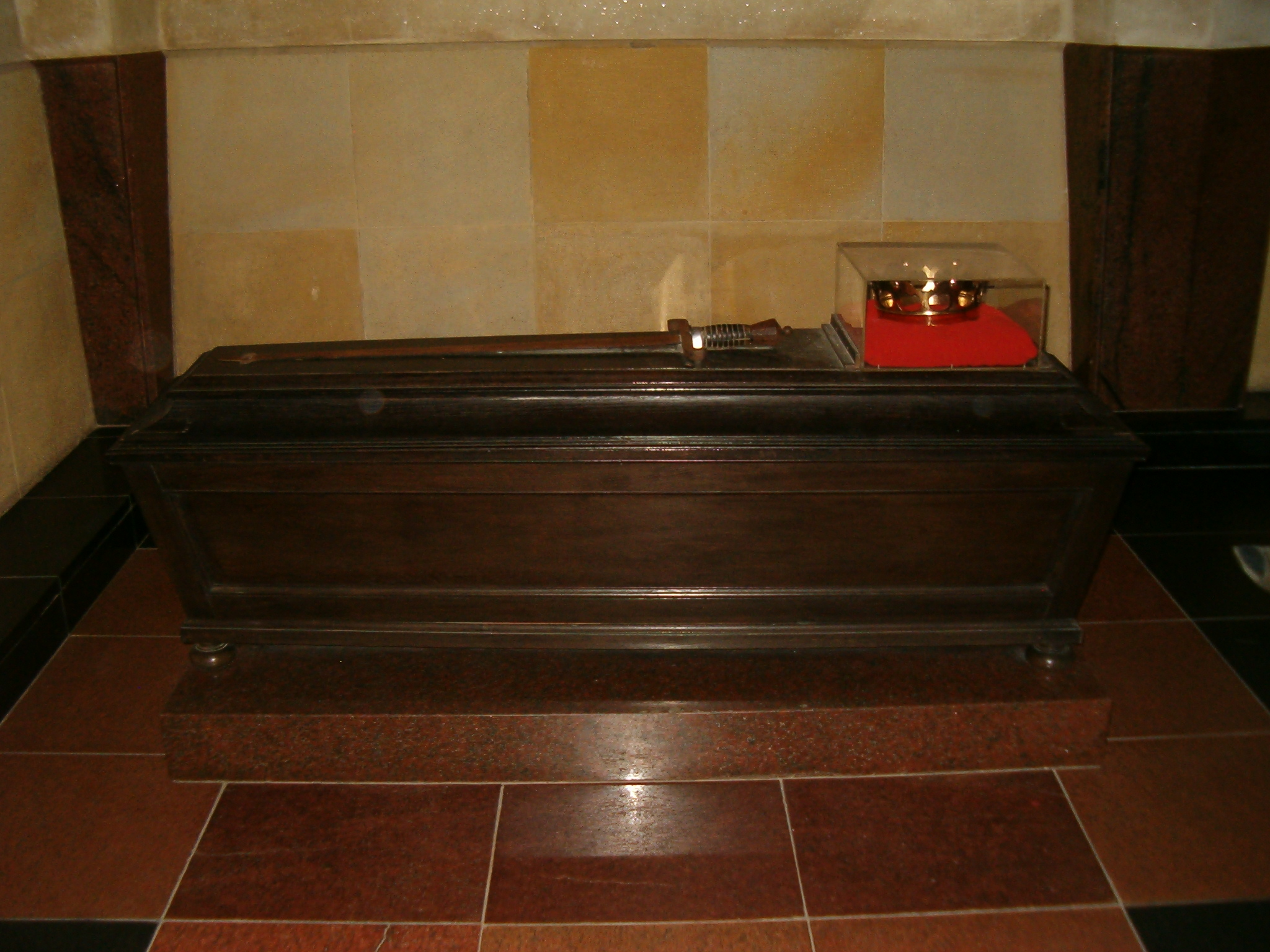
Sarkofag Aleksandra Jagiellończyka w katedrze wileńskiej

## Schyłek życia
Wiele kłopotów sprawiały także Aleksandrowi Prusy Zakonne, lenna Mołdawia, a zwłaszcza Tatarzy krymscy, którzy kilkakrotnie najeżdżali Litwę. W 1506 r. doszli oni aż pod Lidę, gdzie 5 sierpnia 1506 pod Kleckiem zostali rozbici przez Litwinów.
Aleksander Jagiellończyk zmarł 19 sierpnia 1506 roku bezpotomnie w wieku 45 lat w Wilnie, został pochowany w katedrze wileńskiej. Wielkim księciem litewskim, a następnie królem polskim obrany został wtedy jego, młodszy o 6 lat, brat Zygmunt I Stary (1506–1548).
Zwłoki Aleksandra Jagiellończyka – wbrew woli zmarłego wyrażonej w testamencie – nie zostały wywiezione z Wilna. Fakt ten został upamiętniony przez współczesnego monarsze kronikarza: „Oto ten jedyny król Polski, który spoczywa na ziemi litewskiej”.

## Genealogia
| Władysław II Jagiełło ur. ok. 1351 zm. 1 VI 1434 | Władysław II Jagiełło ur. ok. 1351 zm. 1 VI 1434 |                                                         |                                                         | Zofia Holszańska ur. ok. 1405 zm. 21 IX 1461 | Zofia Holszańska ur. ok. 1405 zm. 21 IX 1461 |  |  | Albrecht II Habsburg ur. 16 VIII 1397 zm. 27 X 1439 | Albrecht II Habsburg ur. 16 VIII 1397 zm. 27 X 1439 |                                               |                                               | Elżbieta Luksemburska ur. 1409 zm. 1442 | Elżbieta Luksemburska ur. 1409 zm. 1442 |
|                                                  |                                                  |                                                         |                                                         |                                              |                                              |  |  |                                                     |                                                     |                                               |                                               |                                         |                                         |
|                                                  |                                                  |                                                         |                                                         |                                              |                                              |  |  |                                                     |                                                     |                                               |                                               |                                         |                                         |
|                                                  |                                                  | Kazimierz IV Jagiellończyk ur. 30 XI 1427 zm. 7 VI 1492 | Kazimierz IV Jagiellończyk ur. 30 XI 1427 zm. 7 VI 1492 |                                              |                                              |  |  |                                                     |                                                     | Elżbieta Rakuszanka ur. 1436 zm. 30 VIII 1505 | Elżbieta Rakuszanka ur. 1436 zm. 30 VIII 1505 |                                         |                                         |
|                                                  |                                                  |                                                         |                                                         |                                              |                                              |  |  |                                                     |                                                     |                                               |                                               |                                         |                                         |
|                                                  |                                                  |                                                         |                                                         |                                              |                                              |  |  |                                                     |                                                     |                                               |                                               |                                         |                                         |
|                                                  |                                                  |                                                         |                                                         |                                              |                                              |  |  |                                                     |                                                     |                                               |                                               |                                         |                                         |

|  |  | Helena Moskiewska ur. 19 V 1476 zm. 20 I 1513 OO 18 II 1495 | Helena Moskiewska ur. 19 V 1476 zm. 20 I 1513 OO 18 II 1495 | Aleksander Jagiellończyk ur. 5 VIII 1461 zm. 19 VIII 1506 | Aleksander Jagiellończyk ur. 5 VIII 1461 zm. 19 VIII 1506 |  |  |  |  |
|  |  |                                                             |                                                             |                                                           |                                                           |  |  |  |  |
|  |  |                                                             |                                                             |                                                           |                                                           |  |  |  |  |

## Upamiętnienie w kulturze
- Czasom Aleksandra Jagiellończyka poświęcona jest powieść historyczna z serii Dzieje Polski pt. Jaszka Orfanem zwanego żywota i spraw pamiętnik napisana w 1884 roku przez Józefa Ignacego Kraszewskiego[9] .

## Zobacz też

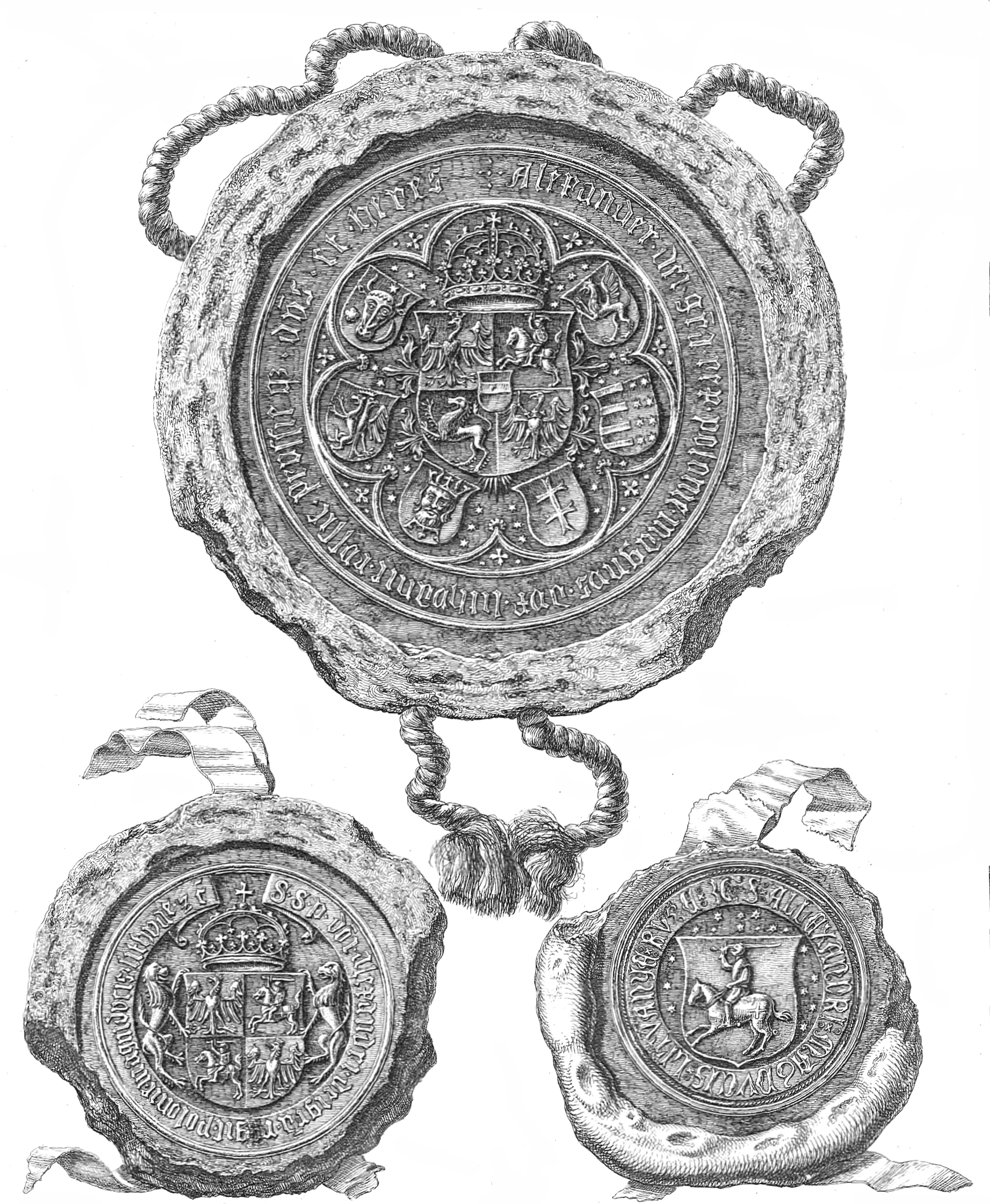
Pieczęcie Aleksandra I Jagiellończyka